# Данієлян Артур Гегамович
Арту́р Гега́мович Данієля́н (нар. 9 лютого 1998, Таверівка, Полтавська область) — вірменський футболіст, народжений в Україні, захисник вірменського клубу «Арарат-Вірменія».

## Життєпис

### Ранні роки
Вихованець ДЮСШ «Молодь» (Полтава) та донецького «Металурга». Із 2012 по 2014 рік провів у першості та чемпіонаті ДЮФЛ 45 матчів, забивши 21 гол. З березня по травень 2015 року зіграв 12 поєдинків та забив 2 м'ячі за «Металург» у юнацькій (U-19) першості України.

### Клубна кар'єра
Улітку 2015 року приєднався до складу кам'янської «Сталі». 2 серпня того ж року дебютував у юнацькій (U-19) команді «сталеварів» у виїзному матчі проти одеського «Чорноморця».
6 квітня 2016 року дебютував у складі «Сталі» у виїзній грі 1/4 фіналу Кубка України проти дніпропетровського «Дніпра», замінивши на 46-й хвилині Гійона Фернандеса, а 14 травня того ж року дебютував у Прем'єр-лізі в домашньому матчі проти одеського «Чорноморця», замінивши на 87-й хвилині Артема Барановського.
В липні 2018 став гравцем клубу з Вірменії - «Арарат-Вірменія» (Єреван).

## Титули і досягнення
- Чемпіон Вірменії (2):

«Арарат-Вірменія»: 2018–19, 2019–20
- Володар Суперкубка Вірменії (1):

«Арарат-Вірменія»: 2019
- Володар Кубка Вірменії (1):

«Арарат»: 2020–21

## Статистика
Статистичні дані наведено станом на 3 червня 2018 року
| Клуб    | Ліга         | Сезон   | Чемпіонат | Чемпіонат | Кубок | Кубок | U-21 | U-21 |
| Клуб    | Ліга         | Сезон   | Ігри      | Голи      | Ігри  | Голи  | Ігри | Голи |
| ------- | ------------ | ------- | --------- | --------- | ----- | ----- | ---- | ---- |
| «Сталь» | Прем'єр-ліга | 2015/16 | 1         | 0         | 1     | 0     |      |      |
| «Сталь» | Прем'єр-ліга | 2016/17 |           |           |       |       | 11   | 0    |
| «Сталь» | Прем'єр-ліга | 2017/18 | 19        | 0         | 2     | 0     |      |      |